# Södra Tröshyttetjärnen
Södra Tröshyttetjärnen är en sjö i Hällefors kommun i Västmanland och ingår i Göta älvs huvudavrinningsområde. Sjöns area är 0,043 kvadratkilometer och den befinner sig 178 meter över havet.